# Leprosy
Leprosy er det andet album af det amerikanske dødsmetal-band Death, som blev udgivet i 1988 gennem Combat Records. Bemærkelsesværdigt er dets tone og kvalitet anderledes sammenlignet med debutalbummet fra 1987, og var det første eksempel med produceren Scott Burns, som begyndte at arbejde med mange dødsmetal og grindcore bands på denne tid. Albumomslaget er med i dokumentaren Metal: A Headbanger's Journey.
Selvom Terry Butler står nævnt som bassist på albumomslaget, afviser Schuldiner denne påstand, og udtalte, han selv indspillede bassen.
Blackened death metal bandet Akercocke lavede en coverversion af titelsporet "Leprosy" (engelsk for spedalskhed) på deres album Antichrist fra 2007. Det hollandske melodiske dødsmetal-band Callenish Circle lavede et cover af "Pull the Plug" som et bonusnummer på deres Flesh Power Dominion.

## Spor
Alt musik er skrevet af Chuck Schuldiner og Rick Rozz, medmindre andet står skrevet. Alle tekster er skrevet af Chuck Schuldiner.
1. "Leprosy" (Schuldiner) – 6:19
2. "Born Dead" – 3:25
3. "Forgotten Past" – 4:33
4. "Left to Die" – 4:35
5. "Pull the Plug" (Schuldiner) – 4:25
6. "Open Casket" – 4:53
7. "Primitive Ways" – 4:20
8. "Choke on It" – 5:54

- Bonusspor på 2008 genudgivelsen

1. "Open Casket" (Live)
2. "Choke on It" (Live)
3. "Left to Die" (Live)
4. "Pull the Plug" (Live)
5. "Forgotten Past" (Live)

## Fodnoter
1. 1 2 3  Counterattack